# Lijst van rijksmonumenten in Soesterberg
De plaats Soesterberg telt 8 inschrijvingen in het rijksmonumentenregister. Hieronder een overzicht.
| Object | Oorspronkelijke functie?  | Bouwjaar               | Architect     | Locatie                      | Coördinaten?                 | Nr.?   | Afbeelding |
| --- | ------------------------- | ---------------------- | ------------- | ---------------------------- | ---------------------------- | ------ | --- |
| De Paltz koetshuis | Bijgebouwen kastelen enz. | ca. 1870               |               | Paltz 2                      | 52° 8' 29" NB, 5° 17' 18" OL | 512709 | Meer afbeeldingen |
| De Paltz woonhuis | Kasteel, buitenplaats     | 1867                   |               | Paltz 1                      | 52° 8' 17" NB, 5° 16' 55" OL | 512710 | Meer afbeeldingen |
| De Paltz parkaanleg | Tuin, park en plantsoen   | 1867-1872              | L.A. Springer | Paltz 1                      | 52° 8' 17" NB, 5° 17' 0" OL  | 512711 | Meer afbeeldingen |
| Hermittage | Tuin, park en plantsoen   | vermoedelijk 1883-1884 | L.A. Springer | Paltz bij 1                  | 52° 8' 17" NB, 5° 16' 55" OL | 512712 | Meer afbeeldingen |
| Amersfoortsestraat 117 | Woonhuis                  | 1913                   | J.C. van Epen | Amersfoortsestraat 117       | 52° 8' 4" NB, 5° 19' 43" OL  | 512716 | Meer afbeeldingen |
| Egghermonde | Woonhuis                  | 1914                   | C. Sweris     | Banningstraat 6              | 52° 7' 14" NB, 5° 17' 20" OL | 512717 | Meer afbeeldingen |
| Soldatenheim | Militair verblijfsgebouw  | 1940-1945              |               | Kampweg 1                    | 52° 7' 5" NB, 5° 17' 18" OL  | 512721 | Meer afbeeldingen |
| R.K. begraafplaats "Carolus Borromeus": grafmonument van P.J.Bosch van Drakensteyn. Zie Grafmonumenten Onze Lieve Vrouwekerkhof.               | Begraafplaats en -onderdl | 1895                   | J. Dony       | Christiaan Huygenslaan bij 4 | 52° 7' 5" NB, 5° 16' 44" OL  | 512725 | R.K. begraafplaats "Carolus Borromeus": grafmonument van P.J.Bosch van Drakensteyn. Zie Grafmonumenten Onze Lieve Vrouwekerkhof.               |
| R.K. begraafplaats "Carolus Borromeus": graftombe van Jan Hendrik Frederik Bosch van Drakensteyn. Zie Grafmonumenten Onze Lieve Vrouwekerkhof. | Begraafplaats en -onderdl | 1851                   |               | Christiaan Huygenslaan bij 4 | 52° 7' 5" NB, 5° 16' 44" OL  | 512726 | R.K. begraafplaats "Carolus Borromeus": graftombe van Jan Hendrik Frederik Bosch van Drakensteyn. Zie Grafmonumenten Onze Lieve Vrouwekerkhof. |